# 858 El Djezaïr
858 El Djezaïr, asteroid glavnog pojasa. Otkrio ga je Frederic Sy, 26. svibnja 1916.

## Vanjske poveznice
- Minor Planet Center